# Ella Alpiger
Ella Alpiger (* 1979) ist eine ehemalige Schweizer Skirennfahrerin. Sie startete hauptsächlich in den Disziplinen Abfahrt, Super-G und Riesenslalom.

## Karriere
Alpiger stammt aus Wildhaus SG. Ihr internationales Renndebüt feierte sie am 3. Dezember 1994 bei einem FIS-Riesenslalom in Saas-Fee. Ihr erstes internationales Grossereignis bestritt sie 1998 bei den Juniorenweltmeisterschaften im Département Haute-Savoie. Dort belegte sie als bestes Ergebnis den 17. Rang im Super-G. Bis zu diesem Zeitpunkt war Alpiger hauptsächlich bei FIS-Rennen sowie vereinzelt im Europacup an den Start gegangen. Dieses Ergebnis konnte sie im darauffolgenden Jahr noch übertreffen, bei den Wettkämpfen in Pra-Loup/Le Sauze klassierte sie sich im Super-G an neunter Stelle. Bei den Schweizer Meisterschaften im selben Jahr verpasste sie als Vierte nur knapp eine Medaille.
Ihr Weltcupdebüt feierte sie in der darauffolgenden Saison am 10. Februar 2000 bei der Abfahrt in Santa Caterina Valfurva. Ihre ersten Punkte gewann sie am 16. Dezember des gleichen Jahres bei der Abfahrt von St. Moritz. Ihr bestes Weltcupergebnis erzielte sie einen Monat später am 13. Januar 2001, als sie bei der Kombination von Flachau den neunten Platz erreichte.
Aufgrund dieser Leistung wurde Alpiger für die Alpinen Skiweltmeisterschaften in St. Anton nominiert. Dort klassierte sie sich auf Rang 12 in der Kombination.
An diese Erfolge konnte sie in den darauffolgenden Jahren nicht mehr anschliessen. So gelang ihr kein weiteres Top-10-Ergebnis im Weltcup, und sie wurde auch für kein weiteres internationales Grossereignis nominiert. 2007 beendete Alpiger schliesslich ihre Karriere.
Seit ihrem Karriereende arbeitet Alpiger als Bergführerin in Chamonix-Mont-Blanc.

## Erfolge

### Weltmeisterschaften
- St. Anton 2001: 12. Kombination

### Weltcup
- Eine Platzierung unter den besten 10

### Juniorenweltmeisterschaften
- Haute-Savoie 1998: 17. Super-G, 22. Abfahrt, 30. Riesenslalom, 36. Slalom
- Pra Loupe/Le Sauze 1999: 9. Super-G, 15. Abfahrt, 32. Riesenslalom, 33. Slalom

### Europacup
- 5 Podestplätze, davon ein Sieg

| Datum            | Ort    | Land    | Disziplin |
| ---------------- | ------ | ------- | --------- |
| 20. Februar 2003 | Tarvis | Italien | Abfahrt   |

### Weitere Erfolge
- 4 Siege bei FIS-Rennen